# Kim Jongnam
Kim Jongnam (hangul: 김영남, handzsa: 金永南, RR: Kim Yong-nam; Phenjan (Pyongyang), 1928. február 4.–) észak-koreai politikus. 1983 és 1998 között az állam külügyminisztere, 1998 és 2019 között az észak-koreai törvényhozás, a Legfelsőbb Népi Gyűlés Prezídiumának elnöke volt.

## Élete
Kim Theksze (Kim Taek-se) első fiaként született Koreában, Phenjan (Pyongyang-)ban. Született később egy fiútestvére, Kim Dunam néven.
1956-ban kezdett el dolgozni a Koreai Munkapárt külügyi osztályán, 1962 novemberében külügyminiszter-helyettes lett. 1970-ben beválasztották a Koreai Munkapárt Központi Bizottságába, 1972-ben pedig a külkapcsolatokért felelős állami szervezet elnöke, majd szintén ebben az évben a Legfelsőbb Népi Gyűlés házelnöke lett. 1982-ben Kim Ir Szen-érdemrendre terjesztették fel, 2012-ben pedig megkapta a Kim Dzsongil-érdemrendet is.
2019. április 11-én, húsz évnyi elnöklés után távozott a Legfelsőbb Népi Gyűlés éléről. Az utolsó diplomata, akit fogadott, Csoma Mózes, Magyarország nagykövete volt.